# Temporada da Stock Car Brasil de 2023
A temporada da Stock Car Pro Series de 2023 foi a 45ª temporada da categoria de turismo brasileira, outrora chamada de Stock Car Brasil. A temporada começou no Autódromo Internacional Ayrton Senna em 2 de Abril, e concluiu no Autódromo de Interlagos em 17 de Dezembro. O campeonato foi vencido por Gabriel Casagrande.

## Equipes e pilotos
| Campeonato          | Campeonato      | Campeonato | Campeonato          | Campeonato         |
| Equipe              | Carro           | No.        | Pilotos             | Etapas             |
| ------------------- | --------------- | ---------- | ------------------- | ------------------ |
| KTF Sports          | Chevrolet Cruze | 0          | Cacá Bueno          | Todas              |
| KTF Sports          | Chevrolet Cruze | 3          | Rodrigo Baptista    | Todas              |
| KTF Racing          | Chevrolet Cruze | 85         | Guilherme Salas     | Todas              |
| KTF Racing          | Chevrolet Cruze | 121        | Felipe Baptista     | Todas              |
| Lubrax Podium       | Chevrolet Cruze | 4          | Júlio Campos        | Todas              |
| Lubrax Podium       | Chevrolet Cruze | 19         | Felipe Massa        | Todas              |
| Cavaleiro Sports    | Chevrolet Cruze | 5          | Denis Navarro       | Todas              |
| Cavaleiro Sports    | Chevrolet Cruze | 80         | Marcos Gomes        | Todas              |
| Texaco Racing       | Toyota Corolla  | 6          | Tony Kanaan         | 1-2, 4-12          |
| Texaco Racing       | Toyota Corolla  | 81         | Arthur Leist        | 3                  |
| Mobil Ale Full Time | Toyota Corolla  | 91         | Eduardo Barrichello | Todas              |
| Mobil Ale Full Time | Toyota Corolla  | 111        | Rubens Barrichello  | Todas              |
| Full Time Sports    | Toyota Corolla  | 101        | Gianluca Petecof    | Todas              |
| Full Time Sports    | Toyota Corolla  | 117        | Matías Rossi        | 1-2, 4-7, 9, 11-12 |
| Pole Motorsport     | Chevrolet Cruze | 8          | Rafael Suzuki       | Todas              |
| Pole Motorsport     | Chevrolet Cruze | 51         | Átila Abreu         | Todas              |
| RCM Motorsport      | Toyota Corolla  | 10         | Ricardo Zonta       | Todas              |
| RCM Motorsport      | Toyota Corolla  | 44         | Bruno Baptista      | Todas              |
| Hot Car Competições | Chevrolet Cruze | 11         | Gaetano Di Mauro    | 1–11               |
| Hot Car Competições | Chevrolet Cruze | 27         | Sérgio Ramalho      | 12                 |
| Hot Car Competições | Chevrolet Cruze | 95         | Lucas Kohl          | Todas              |
| A. Mattheis Vogel   | Chevrolet Cruze | 12         | Lucas Foresti       | Todas              |
| A. Mattheis Vogel   | Chevrolet Cruze | 83         | Gabriel Casagrande  | Todas              |
| Blau Motorsport     | Chevrolet Cruze | 18         | Allam Khodair       | Todas              |
| Blau Motorsport     | Chevrolet Cruze | 88         | Felipe Fraga        | 1–4, 6–12          |
| Blau Motorsport     | Chevrolet Cruze | 70         | Diego Nunes         | 5                  |
| Ipiranga Racing     | Toyota Corolla  | 16         | Thiago Camilo       | Todas              |
| Ipiranga Racing     | Toyota Corolla  | 30         | César Ramos         | Todas              |
| Scuderia Chiarelli  | Toyota Corolla  | 22         | Antonio Junqueira   | 6                  |
| Scuderia Chiarelli  | Toyota Corolla  | 37         | Raphael Teixeira    | 1-5, 7             |
| Scuderia Chiarelli  | Toyota Corolla  | 37         | Santiago Urrutia    | 8-9                |
| Scuderia Chiarelli  | Toyota Corolla  | 73         | Sérgio Jimenez      | Todas              |
| Scuderia Chiarelli  | Toyota Corolla  | 110        | Felipe Lapena       | 10, 12             |
| Crown Racing TMG    | Toyota Corolla  | 28         | Enzo Elias          | Todas              |
| Crown Racing TMG    | Toyota Corolla  | 32         | Rafael Martins      | 2                  |
| Crown Racing TMG    | Toyota Corolla  | 33         | Nelson Piquet Jr.   | Todas              |
| Eurofarma RC        | Chevrolet Cruze | 29         | Daniel Serra        | Todas              |
| Eurofarma RC        | Chevrolet Cruze | 30         | Ricardo Maurício    | Todas              |

## Calendário
| Etapa | Evento             | Circuito                                                                | Data           | Mapa                                                                |
| ----- | ------------------ | ----------------------------------------------------------------------- | -------------- | ------------------------------------------------------------------- |
| 1     | GP de Goiânia      | Autódromo Internacional Ayrton Senna, Goiânia, Goiás                    | 2 de Abril     | Interlagos Goiânia Mogi Guaçu Velopark Tarumã Cascavel Buenos Aires |
| 2     | GP de Interlagos   | Autódromo de Interlagos, São Paulo, São Paulo                           | 23 de Abril    | Interlagos Goiânia Mogi Guaçu Velopark Tarumã Cascavel Buenos Aires |
| 3     | GP de Viamão       | Autódromo Internacional de Tarumã, Viamão, Rio Grande do Sul            | 21 de Maio     | Interlagos Goiânia Mogi Guaçu Velopark Tarumã Cascavel Buenos Aires |
| 4     | GP de Cascavel     | Autódromo Internacional de Cascavel, Cascavel, Paraná                   | 18 de Junho    | Interlagos Goiânia Mogi Guaçu Velopark Tarumã Cascavel Buenos Aires |
| 5     | GP de Interlagos   | Autódromo de Interlagos, São Paulo, São Paulo                           | 9 de Julho     | Interlagos Goiânia Mogi Guaçu Velopark Tarumã Cascavel Buenos Aires |
| 6     | GP de Velo Città   | Autódromo Velo Città, Mogi Guaçu, São Paulo                             | 6 de Agosto    | Interlagos Goiânia Mogi Guaçu Velopark Tarumã Cascavel Buenos Aires |
| 7     | GP de Goiânia      | Autódromo Internacional Ayrton Senna (Circuito Externo), Goiânia, Goiás | 27 de Agosto   | Interlagos Goiânia Mogi Guaçu Velopark Tarumã Cascavel Buenos Aires |
| 8     | GP de Velopark     | Velopark, Nova Santa Rita, Rio Grande do Sul                            | 17 de Setembro | Interlagos Goiânia Mogi Guaçu Velopark Tarumã Cascavel Buenos Aires |
| 9     | GP de Buenos Aires | Autódromo Oscar y Juan Gálvez, Buenos Aires, Argentina                  | 8 de Outubro   | Interlagos Goiânia Mogi Guaçu Velopark Tarumã Cascavel Buenos Aires |
| 10    | GP de Velo Città   | Autódromo Velo Città, Mogi Guaçu, São Paulo                             | 29 de Outubro  | Interlagos Goiânia Mogi Guaçu Velopark Tarumã Cascavel Buenos Aires |
| 11    | GP de Cascavel     | Autódromo Internacional de Cascavel, Cascavel, Paraná                   | 26 de Novembro | Interlagos Goiânia Mogi Guaçu Velopark Tarumã Cascavel Buenos Aires |
| 12    | Super Final BRB    | Autódromo de Interlagos, São Paulo, São Paulo                           | 17 de Dezembro | Interlagos Goiânia Mogi Guaçu Velopark Tarumã Cascavel Buenos Aires |

## Transmissão
| TV (Brasil)      | Internet      |
| ---------------- | ------------- |
| Band             | YouTube       |
| SportTV          | Motorsport.tv |
| TV (Russia only) | Facebook      |
| Моторспорт ТВ    | Zoome         |
|                  | Catve.com     |
|                  | Auto Videos   |
|                  | Twitch        |